# Anfilóquio de Nazianzo
Anfilóquio (em latim: Amphilochius) foi um romano do século IV.

## Vida
Anfilóquio era nativo de Diocesareia (Nazianzo), na Capadócia. Era filho de Filtácio e Gorgônia, esposo de Lívia, pai de Anfilóquio de Icônio, Eufêmio e Teodósia e tio de Gregório de Nazianzo. Era colega de estudos de Libânio e exerceu a função de advogado antes de 361 junto de Ulpiano. Também foi professor de retórica. Morreu na velhice, muito longe de casa. Recebeu a epístola 63 de Gregório, 150 de Basílio de Cesareia e 634 e 371 de Libânio, bem como foi citado nas epístolas 670 e 1140 de Libânio.